# Armida
Armida foi uma das mais belas e sedutoras heroínas de Jerusalém libertada por Torquato Tasso, a qual, com seus encantos e magias, retinha longe a hoste dos cruzados, o belo Reinaldo se afasta da peleja para viver os amores com Armida em seus jardins enquanto Solimão tiraniza os cristãos (criando-se assim uma especie de Aquiles cristão).  Alude-se muitas vezes aos jardins e aos palácios de Armida e invoca-se este nome para designar uma mulher que fascina pelas graças e encantos.
Foi tema de diversas óperas compostas por Lully, Handel, Gluck, Salieri, Jommelli, Haydn, Rossini, e Dvorak. A peça de Dvorak foi a última opera, lindamente orquestrada e lembra a Rusalka, embora, neste caso decicada ao sentimento ocidental.

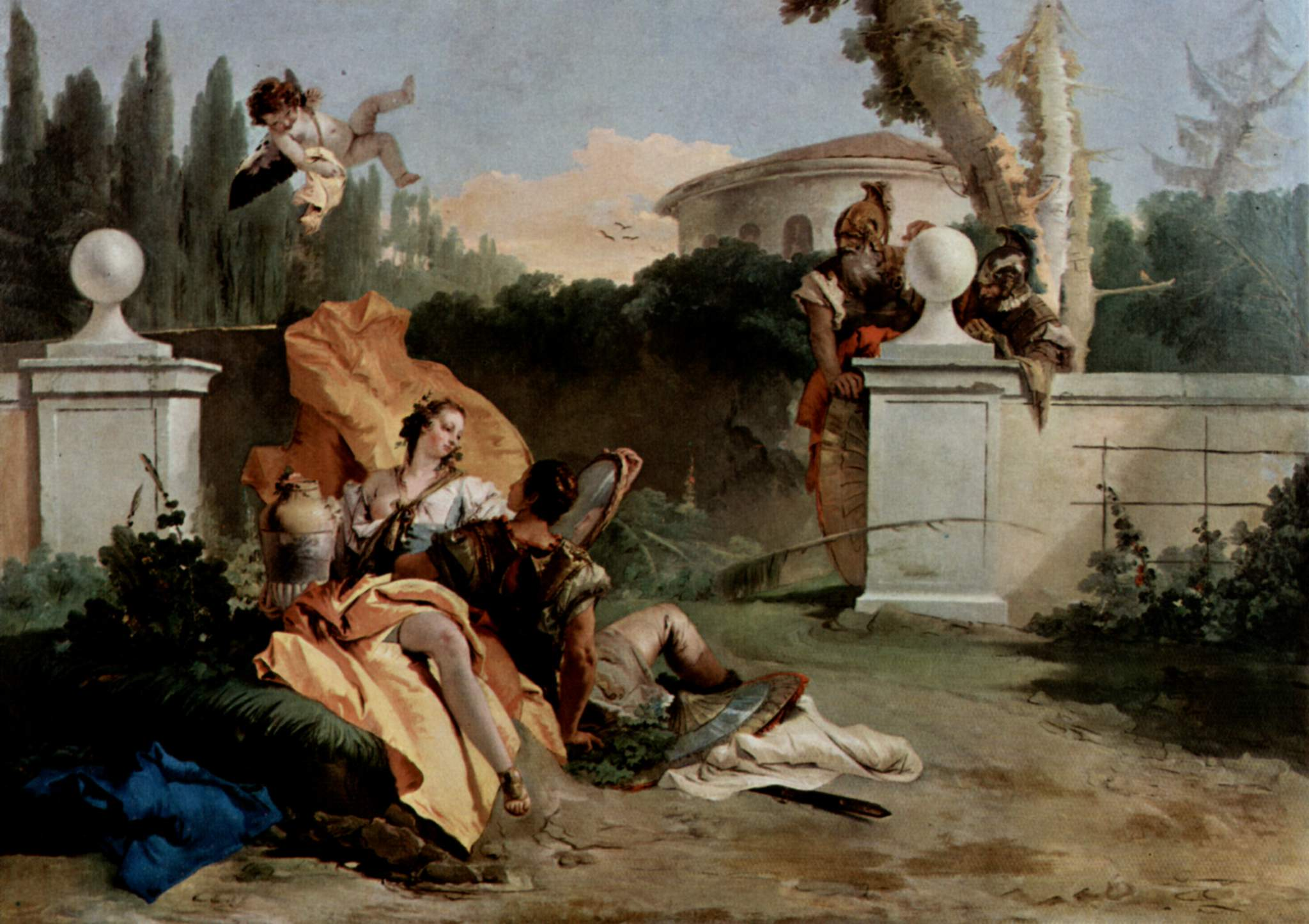
Rinaldo e Armida, de Tiepolo

## Referência
- Grande enciclopédia portuguesa e brasileira de 1936, citada na página 877
- Tasso, poema dramático em sete cantos: baseado em factos do século XVI de Cândido de Figueiredo publicado em 1870 com 212 páginas, citada na página 207.
- Eneida brazileira: ou traducção poetica da epopéa de Publico Virgilio Maro de Virgil e Manuel Odorico Mendes de 1854 com 392 páginas, citada na página 147.
- Jerusalem Delivered: An Heroic Poem de Torquato Tasso (Jerusalem) de 1803, citada na página xiv.
- The Works of the English Poets, Chaucer to Cowper de Samuel Johnson de 1810, citada na página 427.

## Ligações Externas
O livro original de Tasso.